# Parque Nacional de Nanda Devi
O Parque Nacional de Nanda Devi é um parque nacional em volta do pico do Nanda Devi, no estado indiano de Uttaranchal. O Parque Nacional foi estabelecido em 1982 e em 1998 foi declarado Património Mundial da Humanidade pela Unesco. O parque ocupa uma área de 630,33 km².
O parque inclui o Santuário de Nanda Devi, uma bacia glaciar rodeada por um anel de picos com altitude entre 6000 m e 7500 m, drenada pelo rio Rishi Ganga através da Garganta de Rishi Ganga. Está, juntamente com o Parque Nacional do Vale das Flores, incluído na Reserva da Biosfera de Nanda Devi.